# U-Bahnhof Arroios

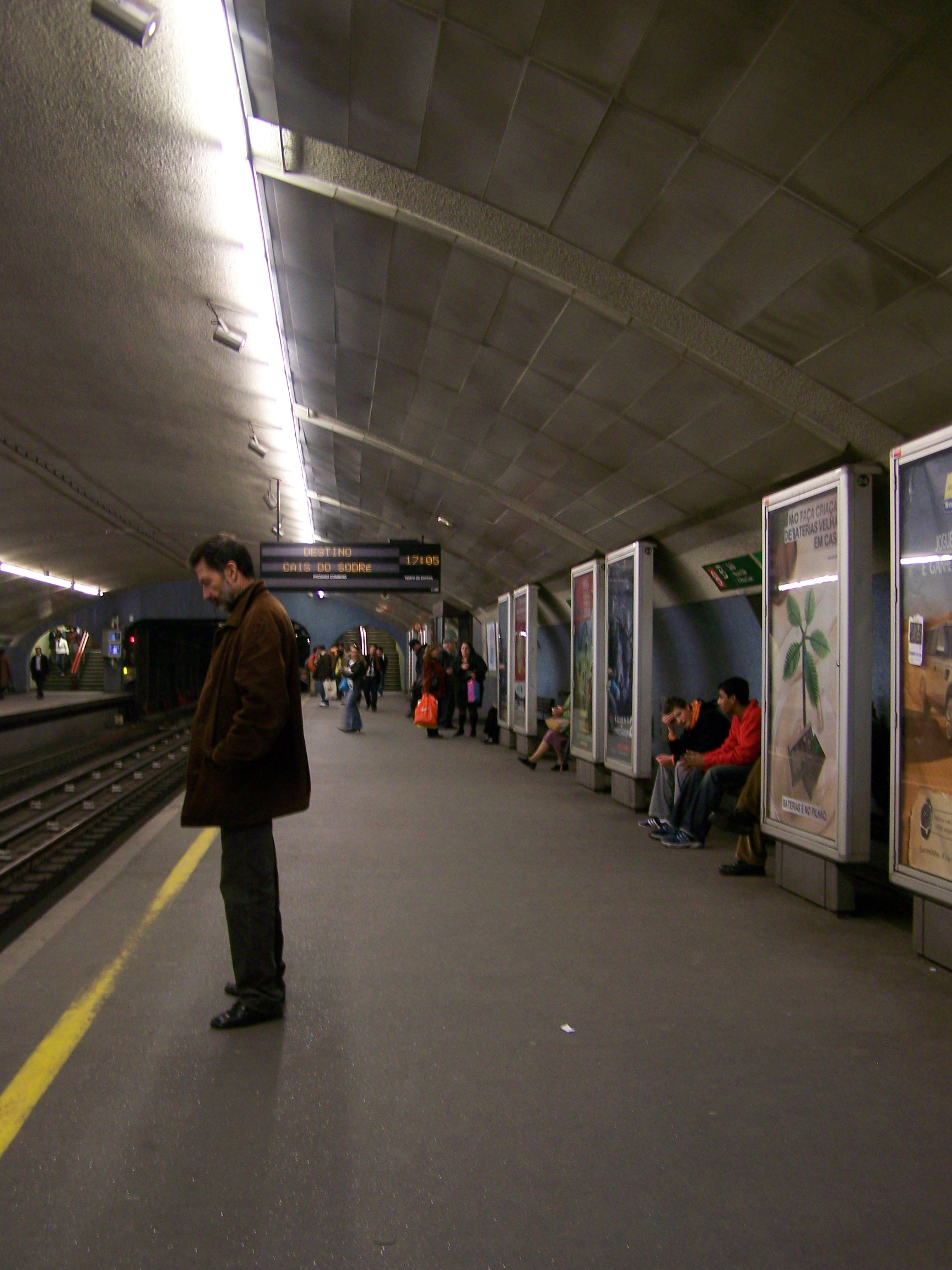
Seitenbahnsteig des U-Bahnhofes Arroios

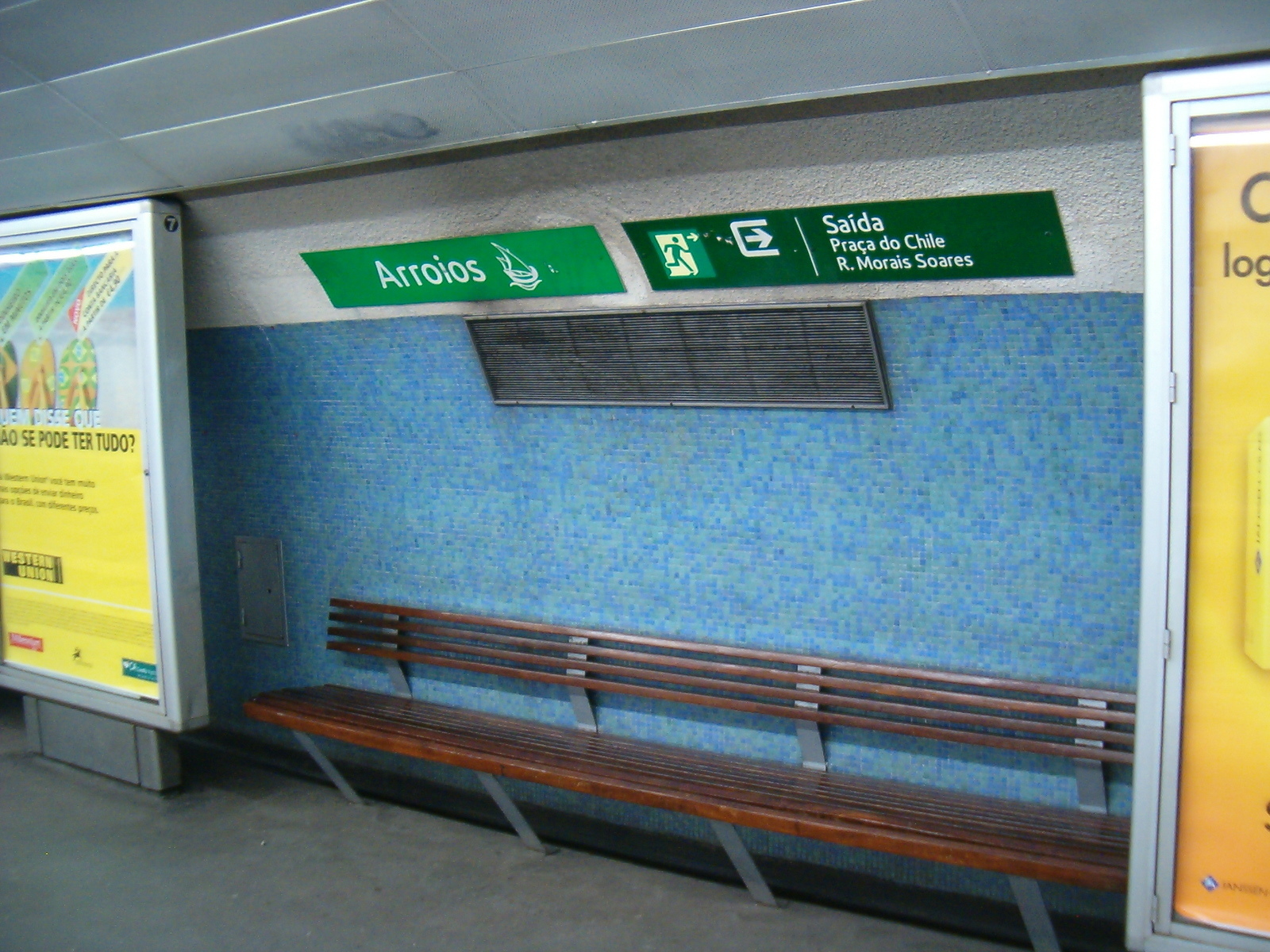
Sitzbank

Arroios ist ein U-Bahnhof der Linha Verde der Metro Lissabon, des U-Bahn-Netzes der portugiesischen Hauptstadt. Der Bahnhof befindet sich unter der Kreuzung Avenida Almirante Reis / Rua José Falcão südlich der Praça do Chile in der Stadtgemeinde Arroios. Die Nachbarstationen des Bahnhofes sind Anjos und Alameda. Der Bahnhof ging am 18. Juni 1972 in Betrieb.

## Geschichte
Am 18. Juni 1972 wurde der U-Bahnabschnitt Anjos–Alvalade eröffnet und damit auch der Bahnhof Arroios. Dieser Abschnitt stellte den Endpunkt der ersten Bauphase der Lissabonner Metro dar. Innerhalb von gut fünfzehn Jahren hatte die Stadt alle wichtigen zentralen Bereiche und Bahnhöfen mittels der neuen Metro angeschlossen, als letzter erhielt das Stadtviertel Alvalade einen U-Bahnanschluss, wo sich nach dem Zweiten Weltkrieg ein neues Geschäftszentrum entwickelt hatte.
Für den Bau des Bahnhofes Arroios war, genauso wie für alle anderen Bahnhöfe des Abschnittes, der portugiesische Architekt Dinis Gomes zuständig. Er hatte ein Standard-Schema für die U-Bahnhöfe, sodass sich diese in Grundform alle sehr ähnlich sehen. Der Bahnhof besitzt zwei 70 Meter lange Seitenbahnsteige und eine relativ flache, abgerundete Bahnsteigdecke sowie Ausgänge in Richtung Süden zur Rua Pascoal de Melo und im Norden zur Praça do Chile. Für die Ausgestaltung war auch hier die Portugiesin Maria Keil verantwortlich, die hier ebenso auf das bewährte Gestaltungsmittel der Fliesen (Azulejos) zurückgriff. Sie entwarf Fliesen mit gelb-weißen und gelb-blauen Streifen, die in den Zwischengeschossen zu sehen sind. Die Bahnsteigwände tragen die üblichen kleinteiligen, blaue Mosaiksteine.
Seitdem hat sich am Bahnhof selbst nicht besonders viel verändert, sodass sich dieser inzwischen in einem sanierungsbedürftigen Zustand befindet. Auch um die Kapazität der Linha Verde zu erhöhen, spricht Sechs-Wagen-Züge einsetzen zu können, saniert die Metropolitano de Lisboa, EPE derzeit nach und nach alle Bahnhöfe der Linha Verde und verlängert die Bahnsteige von 70 auf 105 Meter. Demnächst soll der Bahnhof Arroios saniert werden, nach unter anderem die Bahnhöfe Alvalade, Roma und Areeiro bereits saniert worden sind. Dann ist auch eine Nachrüstung eines Aufzuges zu erwarten, den der Bahnhof bis heute nicht besitzt.

## Verlauf
Am U-Bahnhof bestehen Umsteigemöglichkeiten zu den Buslinien der Carris.
| Linie | Verlauf |
| ----- | --- |
|       | Telheiras – Campo Grande – Alvalade – Roma – Areeiro – Alameda – Arroios – Anjos – Intendente – Martim Moniz – Rossio – Baixa-Chiado – Cais do Sodré |